# Dijana Kvesić
Dijana Kvesić (ur. 11 stycznia 1977) – bośniacka pływaczka, uczestniczka igrzysk olimpijskich w Atlancie.

## Igrzyska olimpijskie
Wzięła udział w zawodach w pływaniu na dystansie 200 metrów stylem grzbietowym podczas igrzysk w 1996 roku. W eliminacjach uzyskała czas 2:23,78, jednak nie awansowała do kolejnego etapu rywalizacji. W końcowej klasyfikacji zajęła 32. miejsce. 